# Alvo fixo
Em física fala-se de alvo fixo quando um feixe de partículas vem bater num alvo estático (fixo), em comparação com alguns aceleradores que provocam uma colisão frontal das partículas que circulam nele, em sentido oposto, para serem analisadas nos detectores, como é o caso do Grande Colisionador de Hadrões (LHC) do CERN. Neste caso os alvos estão em movimento, logo não se trata de um alvo fixo.